# Promenade sous les feuillages de l'érable
Ne pas confondre avec Momijigari (pièce)
Pour plus de détails, voir Fiche technique et Distribution.
Promenade sous les feuillages de l'érable (紅葉狩, Momijigari), littéralement Vue des feuilles d'érable écarlates, Vue des feuilles d'érable ou Vue des érables, est un film japonais tourné en 1899 par Shibata Tsunekichi et sorti en 1903. Il s'agit de l'enregistrement des acteurs kabuki Onoe Kikugorō V et Ichikawa Danjūrō IX dans une scène de la pièce Momijigari. Danjūrō était à l'origine opposé à l'idée d'apparaître sur film mais fut finalement convaincu que ce faisant il ferait un don à la postérité.

## Contenu
Le film reprend une scène dans laquelle Taira no Koremori défait un démon qui a pris les traits de la princesse Sarashina.

## Production et projection
Momijigari est conçu principalement comme enregistrement de la performance des deux célèbres acteurs. Shibata, qui travaille pour le magasin photographique Konishi, utilise une caméra Gaumont. Le tournage a lieu en novembre 1899 en plein air derrière le Kabuki-za à Tokyo avec trois bobines de film. C'est un jour venteux cependant et une rafale emporte l'un des éventails de Danjūrō, un incident qui reste dans le film puisque les reprises ne sont pas possibles.
Comme le film est conçu uniquement comme document, il n'est initialement pas projeté en public. Danjūrō ne le voit lui-même qu'un an après qu'il a été filmé. Un accord prévoit que le film ne sera montré qu'après la mort de Danjūrō mais quand celui-ci tombe malade et ne peut apparaître à une représentation prévue au Naka-za à Osaka, le film est projeté à la place, du 7 juillet au 1er août 1903, période assez longue qui s'explique en partie par la mort récente de Kikugorō. Danjūrō lui-même meurt en septembre 1903 et le film est projeté au Kabuki-za pendant une semaine à compter du 9 février 1904.

## Postérité
Sauf découverte d'un autre film, Momijigari est le plus ancien film japonais dont il existe encore une copie. Il constitue également un des premiers exemples du genre « cinéma kabuki » qui allait devenir important dans les premières décennies de l'industrie cinématographique japonaise, dont les films étaient souvent des enregistrements ou des tentatives de reproduction du théâtre kabuki. Selon l'historien du cinéma Hiroshi Komatsu, il s'agit également d'un exemple de ce que la distinction entre cinéma de fiction / non-fiction n'était pas encore un problème à l'époque, puisque le film est à la fois un documentaire sur une performance sur scène et une présentation d'une histoire fictive.
En 2009, Momijigari est le premier film désigné Bien culturel important en accord avec la loi japonaise de protection du patrimoine culturel. Ce qui a reçu cette désignation est plus précisément une copie négative en celluloïd du film au format 35 mm qui fait 107,3 m de longueur dont la projection à 16 images par seconde durerait 3 minutes et 50 secondes. Cependant, l'historien du cinéma Aaron Gerow a émis l'hypothèse que le film a reçu cette désignation moins parce qu'il était un exemple de l'héritage de l'art du cinéma japonais que parce qu'il était un document historique. Le film peut être visionné au Centre national du cinéma à Tokyo.